# Вильдт (лунный кратер)
Кратер Вильдт (англ. Wildt) — малый лунный ударный кратер на восточном крае диска видимой стороны Луны, ранее известный под названием Кондорсе K. В 1979 году Международный астрономический союз присвоил кратеру новое имя, в честь германо-американского астронома Руперта Вильдта. 

## Описание кратера
Ближайшими соседями кратера являются кратеры Кондорсе и Ганзен на северо-западе, кратер Сабатье на северо-востоке, кратер Непер на востоке, кратер Банахевич на юго-востоке, кратер Боэций на юго-западе. На юго-западе от кратера находится Море Волн, на северо-востоке Море Краевое, на юго-востоке Море Смита. Селенографические координаты центра кратера 9°01′ с. ш. 75°50′ в. д. / 9,02° с. ш. 75,83° в. д., диаметр 12,3 км, глубина 2,87 км.
По форме граница кратера представляет собой почти правильный круг диаметром около 12 км. Кратер чашеобразный с небольшим участком плоского дна, внутренние стены имеют ступенчатый выступ на половине своей высоты. Глубина кратера составляет около 2,87 км. высота вала кратера над окружающей местностью 410 м, объем кратера составляет приблизительно 50 км³. Альбедо кратера значительно выше чем у окружающей местности, что характерно для большинства молодых кратеров. По морфологическим признакам кратер относится к типу BIO (по наименованию типичного представителя этого класса - кратера Био).

## Сателлитные кратеры
Отсутствуют.